# Valentin Morkovkin
Valentin Ivanovitj Morkovkin (på russisk: Валентин Иванович Морковкин) (20. september 1933 - 1999) var en russisk roer fra Nisjnij Novgorod.
Morkovkin vandt en bronzemedalje for Sovjetunionen ved OL 1960 i Rom i disciplinen firer uden styrmand, sammen med Jurij Batjurov, Igor Akhremtjik og Anatolij Tarabrin. Den sovjetiske båd sikrede bronzemedaljen efter en finale, hvor USA vandt guld, mens Italien fik sølv. Det var det eneste OL han deltog i.

## OL-medaljer
- 1960:  Bronze i firer uden styrmand